# Stade Vélodrome
Stade Vélodrome (sponzorským názvem Orange Vélodrome) je víceúčelový stadion v Marseille ve Francii. Je domácím stadionem pro francouzský fotbalový klub Olympique Marseille. Byl postaven v roce 1937 a má kapacitu 67 000 diváků. Odehrály se zde zápasy Mistrovství světa ve fotbale v letech 1938, 1998 a Mistrovství Evropy ve fotbale v letech 1984, 2016.